# Ungdomsuddannelser i Danmark
Ungdomsuddannelser er i Danmark en fællesbetegnelse for de ordinære former for uddannelser, der kan påbegyndes direkte efter folkeskolens afgangseksamen i 9. eller 10. klasse. Overordnet inddeles ungdomsuddannelser i erhvervsuddannelser, gymnasiale uddannelser samt den gymnasiale erhvervsuddannelse eux. Erhvervsuddannelserne betegnes eud, der står for erhvervsungdomsuddannelse, mens de gymnasiale uddannelser alle ender på x. Undtagelsen er hf, hvor forkortelsen stammer fra det tidligere navn "højere forberedelseseksamen". Hf er dog også en gymnasial ungdomsuddannelse, der giver adgang til videregående uddannelse. Et folketingsflertal har besluttet, at hf-uddannelsen fra 2030 skal erstattes af en ny gymnasial ungdomsuddannelse epx (erhvervs- og professionsrettet gymnasieuddannelse).
Derudover findes to andre specialtilbud: Den forberedende grunduddannelse og Særligt tilrettelagt ungdomsuddannelse.

## Erhvervsuddannelser og eux
Formålet med de danske erhvervsuddannelser er at forberede eleverne på arbejdsmarkedet umiddelbart efter færdiggørelsen af ungdomsuddannelsen. Det betyder, at uddannelsen til f.eks. pædagogisk assistent, murer, smed, film- og TV-tekniker, social- og sundhedsassistent, frisør, gartner og kok alle udlærer eleverne i netop disse erhverv. Ehvervsuddannelserne kan groft inddeles i fire grupper:
- Fødevarer, jordbrug og oplevelser
- Kontor, handel og forretning (de merkantile)
- Omsorg, sundhed og pædagogik
- Teknologi, byggeri og transport

Erhvervsuddannelserne består af to grundforløb, der hver varer ét semester, dvs. et halvt skoleår. Det første grundforløb er en indføring i forskellige erhvervsfaglige kompetencer, og eleven bliver introduceret til en gruppe af erhvervsuddannelser, der falder inden for den fagretning, man har valgt. På den måde kan man lære flere erhverv at kende, inden man vælger uddannelse. Ikke alle kan tage første grundforløb, og nogle elever starter således direkte på det andet grundforløb. Her har man valgt den rette erhvervsuddannelse, og en del af fagene er uddannelsesspecifikke. Eleven tager desuden en række grundfag som matematik, fremmedsprog, naturfag og teknologi, som alle relateres direkte til den specifikke uddannelse, så eleven kan bruge den nye viden i praksis. Derudover kan der tages valgfag og certifikater, som for nogle uddannelser er nødvendige at få undervisning i.
Efter de to grundforløb bliver eleven undervist på et hovedforløb, hvor erhvervsuddannelsens indhold specificeres. For eksempel kan man på landbrugsuddannelsen specialisere sig i enten husdyr eller planter, ligesom træfagenes byggeuddannelse har specialerne tømrer, gulvlægger og tækkemand. Hovedforløbet veksler mellem undervisning på erhvervsskolen og i lære hos en virksomhed, og der lægges således stor vægt på at lære erhvervet at kende, mens man arbejder i det. Længden af hovedforløbene på de forskellige erhvervsuddannelser varierer meget. Hvor det på en uddannelse varer ét år, tager det på en anden fem år. I gennemsnit varer hovedforløbet tre år, og det afsluttes altid med en svendeprøve.

### Eux
Erhvervsuddannelser med eux er som udgangspunkt bygget op ligesom de almene erhvervsuddannelser, men eux varer dog lidt ekstra, da man sideløbende tager fag, der svarer til 2-årig gymnasial uddannelse. Merkantile erhvervsuddannelser med eux fungerer lidt anderledes, i og med at de gymnasiale fag samles til ét 1-årigt forløb, som eleven tager imellem grundforløbene og hovedforløbet.
Alle eux-uddannelser inkluderer fag, der er relevante for erhvervsuddannelsen og eventuelle relevante videregående uddannelser. Derudover er dansk på A-niveau, engelsk på B-niveau, matematik på C-niveau og samfundsfag på C-niveau obligatoriske. På uddannelsen gennemgår man et erhvervsområde, der består af mindst to flerfaglige projektforløb, som behandler problemstillinger fra erhvervslivet. Derudover skal eleven lave et skriftligt erhvervsområdeprojekt, der inkluderer mindst et gymnasialt fag på A- eller B-niveau samt fag fra erhvervsuddannelsen, og erhvervsområdeprojektet afsluttes med en mundtlig prøve. Studentereksamen på eux består af seks fag, hvoraf fem trækkes og skriftlig dansk er obligatorisk.

## Gymnasiale uddannelser
De gymnasiale uddannelser i Danmark har til formål at forberede eleverne på studier ved de videregående uddannelsesinstitutioner såsom universiteterne, professionshøjskolerne og erhvervsakademierne. Dette indebærer tilegnelse af almendannelse, viden og kompetencer. Uddannelserne varer enten 2 eller 3 tre år. Hvor hf er målrettet studerende, der gerne vil læse en erhvervsakademi- og professionsbacheloruddannelse, er det også muligt at læse videregående universitetsbachelorer med en stx-, hhx- eller htx-eksamen. En hf med overbygning giver også adgang til universitetsbachelorerne.
De 3-årige gymnasiale uddannelser er organiseret i to dele. Først gennemfører eleven et grundforløb, der skal danne grundlag for elevernes valg og gennemførelse samt give eleverne faglig indsigt og en indføring i gymnasiets arbejdsmetoder. Grundforløbet skal således introducere til de forskellige faglige aspekter ved gymnasieuddannelserne, men også introducere studieteknik, studieretninger og formalia. I grundforløbene indgår dansk, engelsk, matematik og samfundsfag og nogle af de studieretningsfag, som institutionen udbyder, samt to grundforløbsfag, der varierer alt efter gymnasial uddannelse. I den merkantile studentereksamens grundforløb indgår eksempelvis grundforløbsfag i almen sprogforståelse og et økonomisk grundforløb. Grundforløbet afsluttes med eksamener i grundforløbsfagene, der ikke fortsætter, i november. Herefter følger et studieretningsforløb, der skal sikre eleven faglig fordybelse, og det består af obligatoriske fag, studieretningsfag og valgfag. De udbudte studieretninger, obligatoriske fag og valgfag varierer ligeledes efter gymnasial uddannelse.
Der findes tilmed en 2-årig stx (tidligere kaldt studenterkursus), som giver samme kompetencer som en almindelig 3-årig stx, men tages på kortere tid. Visse dele af uddannelsen er specielt tilrettelagt det kortere uddannelsesforløb ved f.eks. at lade eleven vælge studieretning og valgfag, der følges det første år, allerede ved studiestart.
Den toårige gymnasiale uddannelse til hf-eksamen er semesteropdelt, og eleven gennemfører først en række obligatoriske fag og en fagpakke, der varer to semestre, for så at tage obligatoriske fag og en fagpakke, der varer de to resterende semestre.

### Almen studentereksamen
Den almene studentereksamen introducerer eleven til en bred vifte af fag inden for samfundsvidenskab, naturvidenskab og humaniora, og man vælger studieretningen inden for én af disse. Uddannelsen kan både tages som et 2- og 3-årigt forløb og forkortes stx.

### Merkantil studentereksamen
Den merkantile studentereksamen fokuserer på virksomheders økonomi, afsætningsmuligheder og retslige forhold. Uddannelsen kaldes Merkantil studentereksamen, men forkortes hhx (fra det tidligere navn "højere handelseksamen").

### Teknisk studentereksamen
Den tekniske studentereksamen indeholder både almene fag og fag inden for områderne teknik, teknologi og kommunikation samt it. Uddannelsen forkortes htx efter det tidligere navn "højere teknisk eksamen".

### Hf-eksamen
Hf-eksamen er en toårig gymnasial uddannelse, der er målrettet erhvervsakademi- og professionsbacheloruddannelser, dvs. korte og mellemlange videregående uddannelser. Eleven vælger en fagpakke, som indeholder en række tematisk tilrettelagte fag. Gennemfører eleven en udvidet fagpakke, kvalificerer eleven sig udover til videreuddannelse på erhvervsakademierne og professionshøjskolerne også til de lange videregående uddannelser på universitetsniveau.
Ved en reform af ungdomsuddannelserne i februar 2025 besluttede et folketingsflertal at afskaffe hf fra 2030 og til gengæld indføre epx.

### Erhvervs- og professionsrettet gymnasieuddannelse
Epx er en kommende ungdomsuddannelse, som planlægges at eksistere fra august 2030. Det er en toårig gymnasial uddannelse med et mere praktisk betonet indhold end de øvrige gymnasiale uddannelser. Det er ikke mindst tiltænkt unge, som ønsker at vente lidt, inden de mere definitivt vælger en specifik uddannelsesvej. Uddannelsen vil give direkte adgang til erhvervs- og nogle erhvervsakademiuddannelser. Man vil også kunne tage en etårig overbygning og dermed få adgang til professionsbacheloruddannelser. Med et efterfølgende suppleringskurser skal man kunne blive optaget på bacheloruddannelser på universitetsniveau.

## Andre uddannelser rettet mod unge
Udover erhvervsuddannelserne og de gymnasiale uddannelser findes yderligere to uddannelsestilbud: Den forberedende grunduddannelse og ungdomsuddannelsen for unge med særlige behov. Derudover fandtes indtil 2019 også en erhvervsgrunduddannelse, der nu fungerer som et spor i den forberedende grunduddannelse.

### Forberedende grunduddannelse
Den forberedende grunduddannelse (fgu) er målrettet unge under 25 år, der ikke er under uddannelse, ikke har gennemført en ungdomsuddannelse eller i beskæftigelse. Formålet med uddannelsen er med plads til elevernes individuelle behov og kompetencer at give eleverne viden, kundskaber, færdigheder, afklaring og motivation. Ønsket er, at eleven efter uddannelsesforløbet tager en ungdomsuddannelse eller får beskæftigelse som ufaglært. Årsagen til, at den individuelle elev vælger FGU, varierer, da nogle skal have faglige løft for at kunne blive optaget på og gennemføre en ungdomsuddannelse, mens andre bruger uddannelsen til at udvikle sig personligt eller socialt.
FGU består først af et basisforløb, der har løbende optag. Her introduceres man til de tre spor, man kan vælge senere i uddannelsen. På basisdelen har man dansk og matematik, eventuelt valgfag og mulighed for erhvervstræning. To gange årligt er der optag på sporene: Den almene grunduddannelse (agu), Produktionsgrunduddannelsen (pgu) og Erhvervsgrunduddannelsen (egu). Der er i gennemsnit 26 timers uddannelse om ugen.

### Ungdomsuddannelse for unge med særlige behov
Ungdomsuddannelsen for unge år med særlige behov, også kaldet Særligt Tilrettelagt Ungdomsuddannelse (stu), er målrettet unge under 25 med udviklingshæmninger eller andre særlige behov og som derfor ikke kan gennemføre en anden ungdomsuddannelse. Uddannelsens primære funktion er at give den unge personlige, sociale og faglige kompetencer, så den unge selvstændigt kan klare så store dele af voksenlivet, som det er muligt. Kun eventuelt forberedes den unge på videre uddannelse og beskæftigelse, og stu er ikke kompetencegivende til videre uddannelse eller erhverv.
STU er individuelt tilrettelagt og varer 3 år. Uddannelsen fungerer som et koordineret forløb, sikrer en udvikling af den unges individuelle potentialer og kompetencer. Forløbsplanen laves med udgangspunkt i uddannelsesplanen, som udarbejdes i den kommunale ungeindsats (KUI). Uddannelsen består af en almendannende del, der skal styrke den unges personlige og sociale udvikling kombineret med samfundsfag, en specifikt målrettet del, der støtter den unges individuelle særlige færdigheder, og praktik i virksomheder og institutioner.